# كول بيسلي
كول بيسلي (بالإنجليزية: Cole Beasley)‏ هو لاعب كرة قدم أمريكية أمريكي، ولد في 26 أبريل 1989 في هيوستن في الولايات المتحدة.

## وصلات خارجية
- الموقع الرسمي
- كول بيسلي على موقع مرجع كرة القدم المحترفة.كوم (الإنجليزية)